# Grez-en-Bouère
Grez-en-Bouère ist eine französische Gemeinde mit 977 Einwohnern (Stand: 1. Januar 2022) im Département Mayenne in der Region Pays de la Loire in Frankreich. Einwohner der Gemeinde werden Grézillons genannt. Die Gemeinde gehört zum Arrondissement Château-Gontier und zum Kanton Meslay-du-Maine.

## Geographie
Grez-en-Bouère liegt etwa 38 Kilometer südöstlich von Laval. Das Gemeindegebiet wird vom Flüsschen Taude durchquert. Umgeben wird Grez-en-Bouère von den Nachbargemeinden 
- Saint-Charles-la-Forêt im Norden,
- Bouère im Osten,
- Bierné-les-Villages mit Bierné im Süden,
- Gennes-Longuefuye mit Gennes-sur-Glaize im Westen und Südwesten und Longuefuye im Westen und Nordwesten.

## Einwohnerentwicklung
| Jahr                       | 1962 | 1968 | 1975 | 1982 | 1990 | 1999 | 2006 | 2019 |
| Einwohner                  | 1113 | 1093 | 1078 | 976  | 887  | 922  | 996  | 997  |
| Quellen: Cassini und INSEE |      |      |      |      |      |      |      |      |

## Geschichte

### Internierungslager für Sinti und Roma
Eine in Frankreich lange Zeit verdrängte Geschichte war die der Ausgrenzung jener Menschen, die hier als Nomaden (Nomades) oder Zigeuner (Tsiganes) bezeichnet wurden und werden. Diese Ausgrenzung begann spätestens mit einem Gesetz von 1912, dem in der Zeit zwischen den beiden Weltkriegen weitere Verwaltungsmaßnahmen zur Reglementierung des Alltagslebens und zur Überwachung folgten.
Am 6. April 1940 verfügte Albert Lebrun, der Präsident der französischen Republik, in einem Dekret die Isolierung von Nomaden an besonderen Orten unter Polizeiaufsicht. Begründet wurde dies mit einem angeblichen Risiko, das in Kriegszeiten von „Nomaden“ ausgehe. 
In der Folge dieses Dekrets wurden in Frankreich etwa 30 Zentren geschaffen, von denen 25 ausschließlich für Sinti und Roma reserviert waren. Das größte dieser Nomaden-Lager befand sich in Montreuil-Bellay, und im Département Mayenne entstanden Lager in Grez-en-Bouère und Montsûrs.
Am 23. Oktober 1940 wurde in Grez ein Internierungslager eröffnet. Es lag in einem alten Steinbruch an der Straße nach Meslay-du-Maine. Neunzehn Menschen wurden hier in einem von Wasser überschwemmten Ort untergebracht. Sie waren ohne Existenzgrundlage und hatten kein Geld, um Lebensmittel und Heizmaterial zu kaufen. Aufgrund dieser unhaltbaren Lebensumstände wurde das Lager am 16. Dezember 1940 wieder geschlossen und alle Internierten nach Montsûrs in ein dort neu eingerichtetes Lager verlegt.

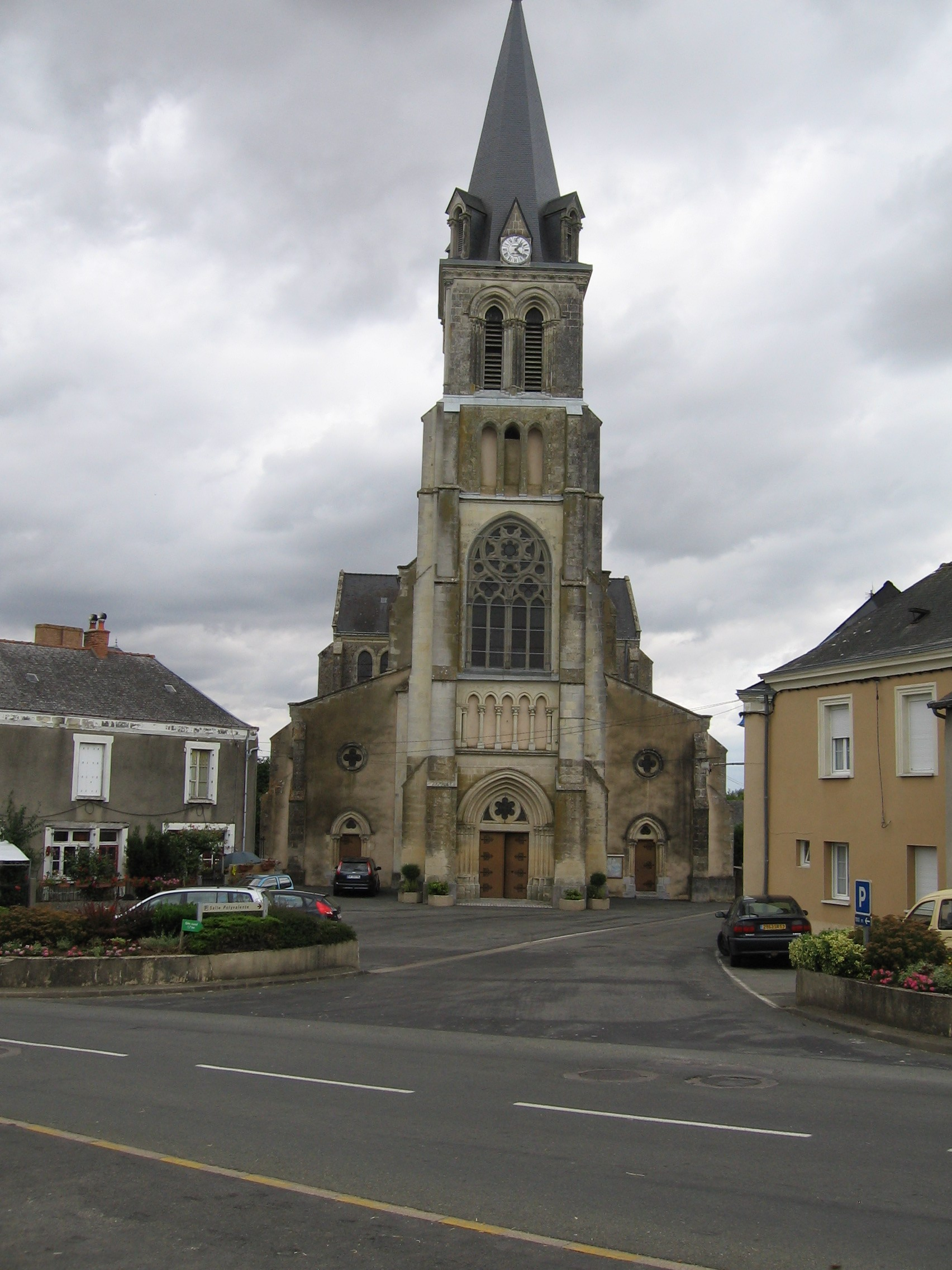
Kirche Saint-Martin

## Sehenswürdigkeiten
- Kirche Saint-Martin
- Schloss Chanay aus dem 18. Jahrhundert
- Schloss La Guénaudière